# Shaolin Soccer
Shaolin Soccer - Arbitri, rigori e filosofia zen (少林足球S, Shàolín zúqiúP) è un film del 2001 diretto da Stephen Chow. Il film è stato il primo successo di Chow anche in occidente. Gli incassi globali sono stati di 42 milioni di dollari.

## Trama
Fong, "Gamba d'Oro", campione di calcio, accetta di vendere la partita in cambio di soldi da parte del compagno di squadra Hung. In seguito verrà aggredito e riporterà dei danni permanenti ad un ginocchio, fatto che metterà la parola fine alla sua carriera di calciatore.
Alcuni anni dopo Fong, licenziato e ridotto al vagabondaggio, incontra uno studente di Shaolin kung-fu, Schizzo (Sing), "la Possente Gamba d'Acciaio". Schizzo è un grande esperto di kung-fu, amareggiato dal fatto che la gente si disinteressi totalmente delle arti marziali. Per questo cerca di trovare il modo di renderle interessanti per il pubblico attuale. Dopo diversi tentativi disastrosi, i discorsi tra Fong e Schizzo fanno nascere nei due l'idea di abbinare il kung fu allo sport, fondando la squadra del Real Shaolin: così Fong potrà prendersi la rivincita su Hung e Sing avrà una formidabile pubblicità per il suo amato kung-fu.
Come giocatori, Sing richiama i suoi cinque fratelli, anch'essi in passato esperti di kung-fu, che però col tempo hanno lasciato perdere il combattimento riducendosi a svolgere i mestieri più vari. Dopo una prima e assai dura partita d'allenamento (grazie alla quale nei sei fratelli si risveglia lo spirito combattivo e vengono trovati altri giocatori) la squadra è finalmente pronta.
Con il susseguirsi degli incontri, la miscela di kung-fu e calcio porta il Real Shaolin in finale, dove li attende proprio la squadra di Hung, l'Infamitas United.
Quest'ultimo, ricco e corrotto, non si fa scrupoli ad utilizzare sostanze dopanti sui suoi giocatori, che ricorrono anche a mosse scorrette (ma arbitro e guardalinee fanno finta di niente).
La squadra Shaolin si batte con valore, ma diversi giocatori vengono messi fuori dai giochi dalle scorrettezze degli avversari, fino a rimanere in sette e senza riserve, rischiando quindi di venire squalificati e perdere la partita. Finché non arriva Mei, ragazza innamorata di Sing ed esperta di Tai-chi: come portiere riesce a parare un colpo micidiale della squadra avversaria e lancia la palla a Sing, permettendogli di scagliare un tiro dalla potenza fenomenale, che travolge la squadra avversaria e segna il goal della vittoria.
Con la vittoria del campionato, Hung viene arrestato per doping e la sua squadra squalificata, mentre Sing ha trovato l'amore e osserva soddisfatto gli abitanti della città utilizzare le mosse del kung-fu, che ora tutti vogliono conoscere.

## Personaggi
- Sing (interpretato da Stephen Chow e doppiato da Damiano Tommasi): chiamato nel doppiaggio italiano Schizzo,  è il protagonista del film. Quinto Fratello del tempio Shaolin in cui ha studiato le arti marziali, è anche noto come "Gamba d'Acciaio". Inizialmente tenta di divulgare le sue amate arti marziali tramite i mezzi più disparati, in seguito tenterà di vincere la coppa cinese di calcio grazie ad una squadra composta dai suoi fratelli Shaolin e l'ex-campione Fong. Dal suo nome si capisce che la sua specialità sono i calci, infatti le sue gambe sono resistenti come l'acciaio e capaci di effettuare tiri potentissimi. Si innamorerà di Mai durante la finale e sarà grazie a lei che riuscirà ad effettuare il potentissimo tiro che regalerà alla sua squadra la vittoria. Nel finale si scopre che ha messo su anche una squadra di bowling.
- Fong (interpretato da Ng Man-Tat e doppiato da Pino Insegno): è il co-protagonista del film. Ex-calciatore degli anni '80, vendette per soldi una partita sbagliando un rigore decisivo, ma fu picchiato da alcuni tifosi che troncarono la sua carriera. Inizialmente lavora per Hung, che lo tratta malissimo, ma il suo incontro con Sing riaccenderà in lui la voglia di riscatto verso lo sport che lo ha rovinato e fonderà con lui la Real Shaolin. Allenerà i sei allievi del Tempio Shaolin ed è grazie al suo aiuto che ritroveranno i poteri persi. In passato era conosciuto come "Gamba d'oro".
- Mei (interpretata da Vicki Zhao e doppiata da Roberta Lanfranchi): è la protagonista femminile del film. Esperta di Kung Fu, lavora in un chiosco di pan dolci, dove, grazie alle sue arti marziali, li rende leggeri e buoni. S'innamora subito di Sing, che vede oltre la sua acne, che le ricopre tutto il viso, ma quest'ultimo la vede solo come un'amica. In seguito deciderà di cambiare il proprio aspetto in un centro di bellezza, ma non riceverà le attenzioni desiderate dal protagonista. Lo shock avrà forti ripercussioni sul suo Kung Fu e sul suo lavoro, dalla quale verrà licenziata. Riappare il giorno della finale, completamente rasata, spacciandosi per il portiere di riserva e sarà grazie a lei che ripartirà il contropiede finale della partita. Alla fine, Sing le rivelerà i suoi sentimenti e in seguito fonderanno una squadra di Bowling.
- Primo Fratello (interpretato da Wong Kai Tung e doppiato da Marco Delvecchio): è il primo dei sei allievi del tempio Shaolin dove ha studiato Sing ed è la vittima preferita delle sue iniziative. Inizialmente lavora in un locale notturno, dove viene maltrattato e preso a bottigliate in testa, in seguito entrerà a far parte della Real Shaolin. La sua abilità consiste nel dare potentissime testate ed avere una resistenza sovraumana alla testa, da qui il soprannome "Testa d'acciaio". Accanito fumatore, verrà ammonito prima della prima partita per aver fumato in campo. Alla fine, con la sua squadra vincerá la coppa del torneo cinese.
- Secondo Fratello (interpretato da Mo Mei Lin e doppiato da Siniša Mihajlović): è il secondo dei sei allievi del tempio Shaolin dove ha studiato Sing. Inizialmente lavora come lavapiatti e caccerà in malo modo Sing e Fong (accusandoli di avere ancora tutti i capelli mentre lui deve ricorrere al riporto), ma in seguito si unirà alla Real Shaolin. La sua tecnica consiste in acrobazie a terra e palleggi, chiamata "Gamba rasoterra". Insieme ai suoi fratelli, vincerà la coppa del torneo cinese.
- Terzo Fratello (interpretato da Tin Kai Man e doppiato da Giuseppe Pancaro): è il terzo dei sei allievi del tempio Shaolin in cui ha studiato Sing. Inizialmente ci viene presentato come un impegnatissimo uomo d'affari, ma in seguito si unirà alla Real Shaolin. La sua capacità consiste nel rendere duri come l'acciaio i muscoli addominali, in modo da mantenere saldamente il pallone con l'addome. In finale sostituirà come portiere il Quarto fratello, infortunatosi per colpa dell'attaccante dell'Infamitas Utd. Qui dimostrerà tutto il suo coraggio, subendo una scarica di attacchi degli avversari e rimane infortunato anche lui. Infine, con la sua squadra, riuscirà a vincere la coppa del torneo cinese. Il suo nome Shaolin è "Canotta d'acciaio".
- Quarto Fratello (interpretato da Kwok-Kwan Chan e doppiato da Vincent Candela): è il quarto dei sei allievi del tempio Shaolin dove ha studiato Sing. Inizialmente è disoccupato, ma in seguito si unirà alla Real Shaolin. Il suo ruolo è quello del portiere della squadra e per i primi turni non avrà molto da lavorare in quanto la difesa dei suoi è solida. Risulterà decisivo in semifinale, dove parerà i tiri di tutti i giocatori avversari e dopo averli sfiancati segnerà direttamente dalla sua porta. In finale sosterrà una buona prova, ma verrà infortunato dall'attaccante dell'Infamitas Utd, che prima gli distruggerà le braccia e in seguito lo colpirà violentemente al viso col pallone mandandolo a sbattere contro i cartelloni pubblicitari. Infine con la sua squadra riuscirà a vincere la coppa del torneo cinese. Non viene detta la sua specialità nelle arti marziali, ma dà prova di incredibile agilità e di riflessi eccezionali, tanto che durante la semifinale parerà tutti i tiri degli avversari tanto da guadagnarsi il soprannome "Saracinesca". Il personaggio è palesemente stato reso simile a Bruce Lee, del quale presenta aspetto fisico, abbigliamento, movenze caratteristiche e agilità.
- Sesto Fratello (interpretato da Lam Tie Chung e doppiato da Angelo Peruzzi): è il sesto dei sei allievi del tempio Shaolin dove ha studiato Sing. Inizialmente lavora in un supermercato, ma il nutrirsi con tanti cibi spazzatura lo hanno reso grasso e flaccido, preso costantemente di mira dai suoi colleghi e clienti che lo chiamano "Buzzico". In seguito deciderà di unirsi alla Real Shaolin. Il suo nome "Peso Leggero" deriva dalla sua abilità di compiere altissimi salti e di muoversi leggiadramente a dispetto della sua enorme massa. Alla fine vincerá la coppa del torneo cinese con i suoi fratelli Shaolin.
- Hung (interpretato da Patrick Tse Ying e doppiato da Roberto Ciufoli): è l'antagonista del film. Ex-calciatore degli anni '80, ha convinto Fong a sbagliare il rigore decisivo, ma a sua insaputa ha pagato dei tifosi perché lo infortunassero, stroncando così la sua carriera. In seguito, è riuscito a far successo nel mondo del calcio, diventando il presidente della Infamitas Utd, una squadra di giocatori dopati, ricorrendo a tecniche sleali pur di vincere la coppa. In finale la sua squadra affronterà la Real Shaolin, riuscendo inizialmente a metterla seriamente in difficoltà, ma alla fine uscirà sconfitto grazie al potentissimo tiro di Sing, che spazzerá via la porta (portiere compreso). Alla fine verrà arrestato per doping.
- Attaccante dell'Infamitas Utd  (interpretato da Shik Zi-yun): è il numero 9 della squadra di Hung. È un uomo dal fisico possente e dallo sguardo glaciale. Calciatore molto forte, viene reso una macchina da guerra dagli stimolanti che gli vengono somministrati prima della finale. Durante l'ultima partita del torneo colpisce gravemente il Quarto Fratello con tiri violentissimi, di cui l'ultimo in pieno volto, ingaggerà una lotta di palleggi contro Sing e infine uscirà sconfitto.
- Portiere della Infamitas Utd  (interpretato da Cao Hua): è il numero 21 della squadra di Hung. Come tutti i giocatori della squadra ha un fisico possente e degli occhi glaciali. La sua caratteristica principale sono i lunghi capelli. Calciatore molto forte, viene reso una macchina da guerra dagli stimolanti che gli vengono somministrati prima della finale. Durante l'ultima partita si distingue per le eccezionali parate sui tiri di Sing (il primo di tutti addirittura con una mano in tasca), ma alla fine verrà superato dal potentissimo tiro-uragano che lo denuderá completamente prima di venir spazzato via.

## Produzione
Vengono ampiamente utilizzati gli effetti speciali e le scene sono accompagnate da un'importante colonna sonora.
In un'intervista eseguita da Premiere (una rivista statunitense) il regista Chow ha affermato di essersi ispirato alla famosa serie animata giapponese Captain Tsubasa nota in Italia con il titolo di Holly & Benji.

## Distribuzione

### Edizione italiana
Al film, come nelle altre versioni distribuite in Europa, sono stati tagliati 25 minuti dalla Miramax. È uscito nelle sale italiane l'11 aprile 2003 con il titolo Shaolin Soccer - Arbitri, rigori e filosofia zen.
L'adattamento italiano differisce dall'originale per l'aggiunta di alcune voci fuori campo, per il cambio di alcuni nomi e di diversi dialoghi, e infine per qualche modifica alla colonna sonora. Nella versione italiana, alle voci di molti dei personaggi vengono conferiti svariati idiomi delle regioni italiane, come romanesco, napoletano, sardo, toscano, calabrese, barese, lombardo o siciliano.
Al doppiaggio hanno inoltre partecipato sei giocatori delle società sportive Lazio e Roma: Damiano Tommasi, Giuseppe Pancaro, Marco Delvecchio, Siniša Mihajlović, Angelo Peruzzi, e Vincent Candela, i quali hanno devoluto in beneficenza i ricavi dell'operazione.

## Sequel
Nel 2008 è stato realizzato in Giappone un sequel del film, prodotto ma non diretto da Chow, dal titolo Shaolin Girl, con la ricomparsa di alcuni attori del cast.